# Per Mertesacker
Per Mertesacker (Hannover, 29 de septiembre de 1984) es un exfutbolista alemán que jugaba como defensa central y su último club fue el Arsenal F.C. de la Premier League de Inglaterra. Ahora trabaja como director de la Academia de Juveniles del Arsenal F.C.
Fue integrante de la selección de fútbol de Alemania, con la cual logró la consecución de la Copa Mundial de Fútbol de 2014, hasta su retiro internacional. Destaca por ser muy alto y lo seguro que desprende.
Empezó en el Hannover 96, su ciudad natal, donde debutó en el fútbol profesional. En 2006, formó parte del Werder Bremen y en 2011 del Arsenal inglés. Se convirtió en una de las piezas claves de la selección alemana, llegando a ser titular en 2 Copas Mundiales de Fútbol (2006 y 2010) y una Eurocopa (2008), y sumó más de 100 partidos con la selección alemana.

## Trayectoria

### Como jugador

#### Hannover 96
Mertesacker, nativo de Hannover, es jugador desde joven del Hannover 96, donde haría su debut en el fútbol profesional en noviembre de 2003 ante el Colonia. Mertesacker en ese momento no fue visto como un talento excepcional y con frecuencia pensaba en cambiar de deporte.
Llevó a cabo su servicio civil durante su aprendizaje en el fútbol profesional en un centro para personas con discapacidad en Hannover. Tuvo un desafortunado inicio en su club local pues se rompió la nariz y realizó un autogol poco después, pero pronto logró establecerse como uno de los defensores más prometedores de la Bundesliga alemana. Poco a poco fue ganando reputación por su buen récord disciplinario y llegó a disputar 31 encuentros por la Bundesliga sin ser amonestado. Incluso la revista Kicker llegó a apodarle como el 'Mr. Clean' de la Bundesliga. Solo fue amonestado dos veces en las tres temporadas que estuvo en Hannover. El 13 de mayo de 2006, jugó su último partido con el club anotando el primer gol del partido en el empate 2–2 ante el Bayer Leverkusen.

#### Werder Bremen

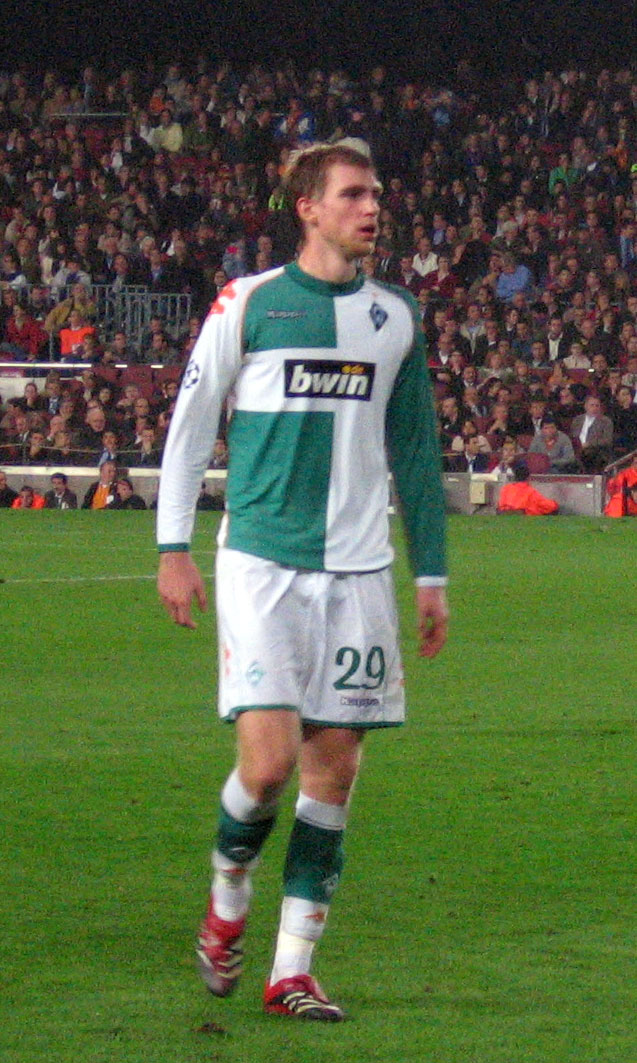
Mertesacker con el Werder Bremen.

En agosto de 2006, Mertesacker fue transferido al Werder Bremen por 5 millones de euros tras las buenas actuaciones mostradas en la Copa Mundial de Fútbol de 2006, en la cual Alemania acabó en tercer lugar. Si bien se perdió el inicio de la temporada 2006/07 debido a una lesión, rápidamente se asentó en la defensa central.
En noviembre, anotó su primer gol en la Liga de Campeones de la UEFA en la victoria por 1-0 ante el Chelsea acabando así con la racha invicta de los ganadores de la Premier League. Al regresar al AWD-Arena en el primer juego de la segunda mitad de la temporada, se rehusó a celebrar el gol tras anotarle al club que lo vio nacer. La temporada 2007/08 fue algo confusa para Mertesacker. Inició como titular en casi todos los partidos del Bremen por la liga y por competiciones europeas y vio la primera tarjeta roja de su carrera en la derrota por 6–3 ante el Stuttgart. Bremen fue el subcampeón de la Bundesliga con 10 puntos menos que el campeón Bayern Múnich. Aun así, lograron un cupo a la siguiente edición de la Liga de Campeones. Al final de la campaña, extendió su contrato a 2 años más.
Luego de disputar la Eurocopa 2008, Mertesacker se perdió otra vez el inicio de la nueva temporada gracias a una lesión a la rodilla y por estar enfermo. Regresó en septiembre a la alineación titular. Anotó el gol inicial en la semifinal de la Copa de Alemania ante el rival del norte, el Hamburgo. El conjunto local empataría en el segundo tiempo forzando al encuentro a un alargue. Eventualmente, Bremen pasaría a la final tras vencer 3–1 en la tanda de penales. Más adelante se coronarían campeones al vencer 1-0 al Bayer Leverkusen. Estuvo presente el resto de la temporada hasta que una lesión le impidió jugar el segundo partido la semifinal de la Copa de la UEFA ante el Hamburgo. Pronto se reveló que se torció los ligamentos del tobillo derecho y requería una operación. Se ausentó el resto de la temporada, especialmente la final de la Copa de la UEFA ante el Shakhtar Donetsk y la final de la Copa de Alemania que lograron ganar. Anotó 4 goles en total, incluyendo el empate crucial ante el Wolfsburgo.
Per comenzó la temporada 2009/10 jugando en la aplastante victoria por 5–0 ante el Union Berlin por la Copa de Alemania. Anotó en octubre su primer gol en la temporada ante el Hoffenheim (2-0) y empató el partido en el último minuto ante el Bayer Leverkusen en febrero. En total disputó 33 partidos en la Bundesliga, convirtiendo cinco anotaciones en el proceso.
En la temporada 2010/11, Mertesacker jugó 30 partidos en la Bundesliga y anotó dos tantos. Tuvo un promedio de 46.3 passes por juego, el tercer más alto del Bremen y el segundo porcentaje con más éxito (82%), mostrando que su juego no solo trata de ganar en los cabezazos.
En el transcurso de sus últimas dos temporadas en Bremen (Mertesacker ya era el capitán del cuadro verdiblanco), solo recibió una amarilla en 63 partidos de liga. Mucha gente podría esperar varias faltas torpes por parte de un defensa central de la talla de Mertesacker pero de hecho, Per tuvo un promedio menor a una falta por encuentro.

#### Arsenal

##### Temporada 2011/12
El 31 de agosto de 2011, el club londinense Arsenal confirmó la contratación de Per Mertesacker. Se le asignó la camiseta número 4 que dejó el excapitán Cesc Fàbregas. Mertesacker debutó en la liga en la victoria por 1–0 frente al Swansea City. Debutó en un torneo europeo con el Arsenal en la Liga de Campeones de visita ante el Borussia Dortmund. Se ganó el puesto en la zaga central, compartiendo zona con Laurent Koscielny. El 12 de febrero de 2012, se produjo una jugada desafortunada en el encuentro de visita frente al Sunderland. El campo en mal estado del Stadium of Light provocó que Mertesacker resbalara con el balón, permitiendo al irlandés James McClean anotar para los locales el primer tanto del partido. 'Merte' tuvo que salir del campo lesionado. Al final, Arsenal venció 2 a 1. Desde entonces no volvió a jugar en todo lo que quedó de la temporada.

##### Temporada 2012/13

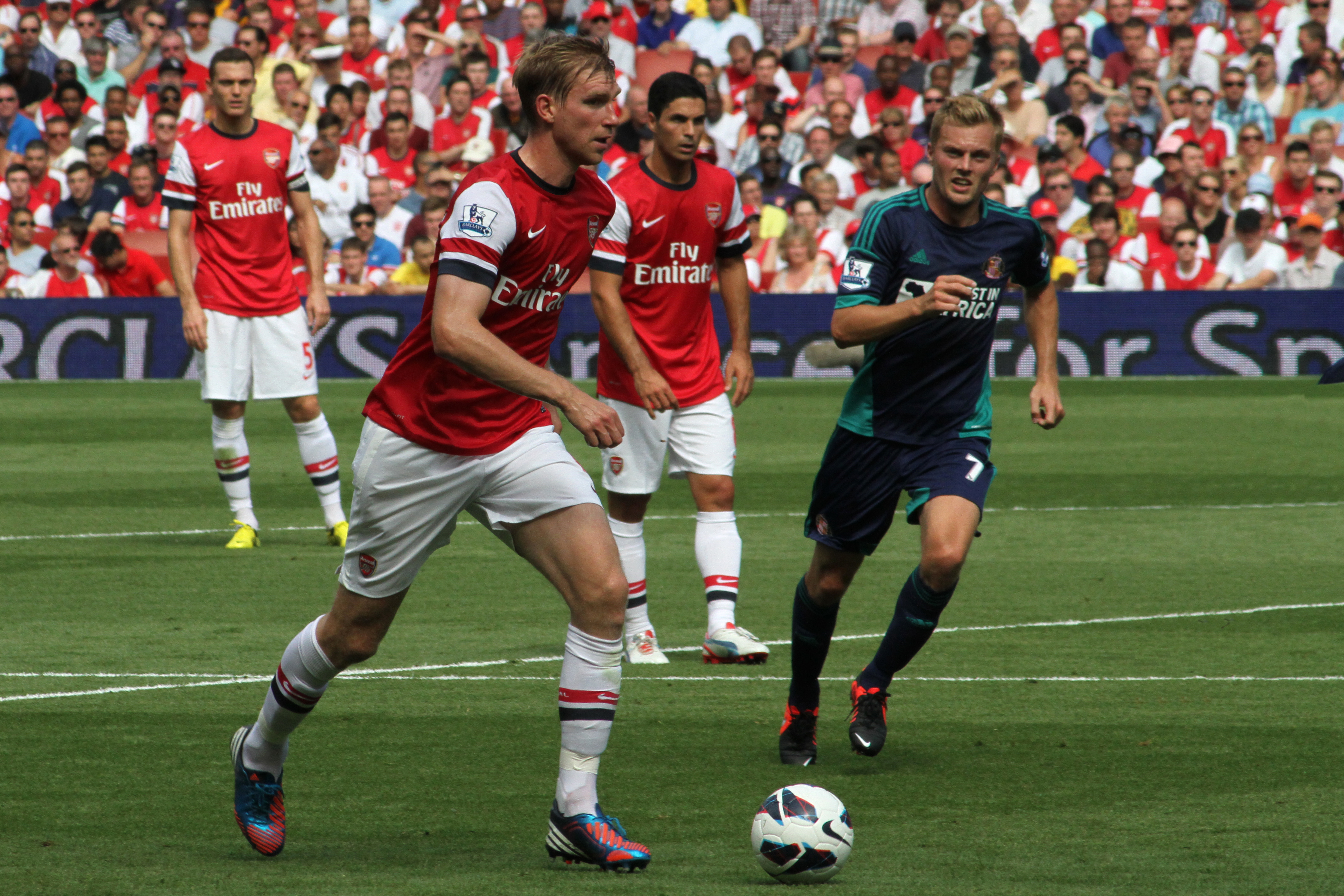
Mertesacker con el Arsenal ante el Sunderland.

Se asentó como titular desde el inicio de la campaña, compartiendo zona con Thomas Vermaelen y con Laurent Koscielny, cerca al cierre de la temporada. El 17 de noviembre de 2012, marcó su primer tanto con el Arsenal, frente al Tottenham Hotspur en la victoria por 5-2.
El 26 de enero de 2013, frente al Brighton & Hove Albion por la FA Cup, portó por primera vez la cinta de capitán del conjunto londinense, en ausencia de Vermaelen y los vicecapitanes Mikel Arteta y Jack Wilshere. El 6 de marzo, volvió a anotar otro tanto, en White Hart Lane ante Tottenham. Volvió a anotar el 20 de abril de 2013 contra el Fulham, dándole la victoria al Arsenal por la mínima diferencia.

##### Temporada 2013/14
Debido a las bajas por lesión de Thomas Vermaelen y Mikel Arteta, Mertesacker portó la cinta de capitán en el debut del Arsenal en la Premier, partido que acabó con derrota por 3-1 ante el Aston Villa y siguió siendo el capitán del equipo por varias fechas. Anotó su primer tanto de la temporada en la victoria ante Stoke City por 3-1, el 22 de septiembre de 2013.
El 15 de diciembre volvió a convertir un gol frente al Manchester City, en la derrota por 6 a 3 en el Ettihad Stadium. Se consolidó como titular formando una sólida dupla con Laurent Koscielny, motivo por el cual a inicios de marzo se le extendió el contrato con el club. El 17 de mayo, fue titular en la final de la FA Cup 2013-14, torneo en el cual el Arsenal se proclamó como campeón, poniendo fin a una racha de nueve años sin ganar títulos.

### Como entrenador y director deportivo
Mertesacker se retiró en la temporada 2016-17, pero continuó ligado al fútbol. En julio de 2018, fue nombrado director de la Academia de Juveniles del Arsenal FC.
En diciembre de 2019, tras la salida de Unai Emery, se convirtió en segundo entrenador de Freddie Ljungberg durante un mes, hasta la llegada de Mikel Arteta al banquillo gunners.

## Selección nacional

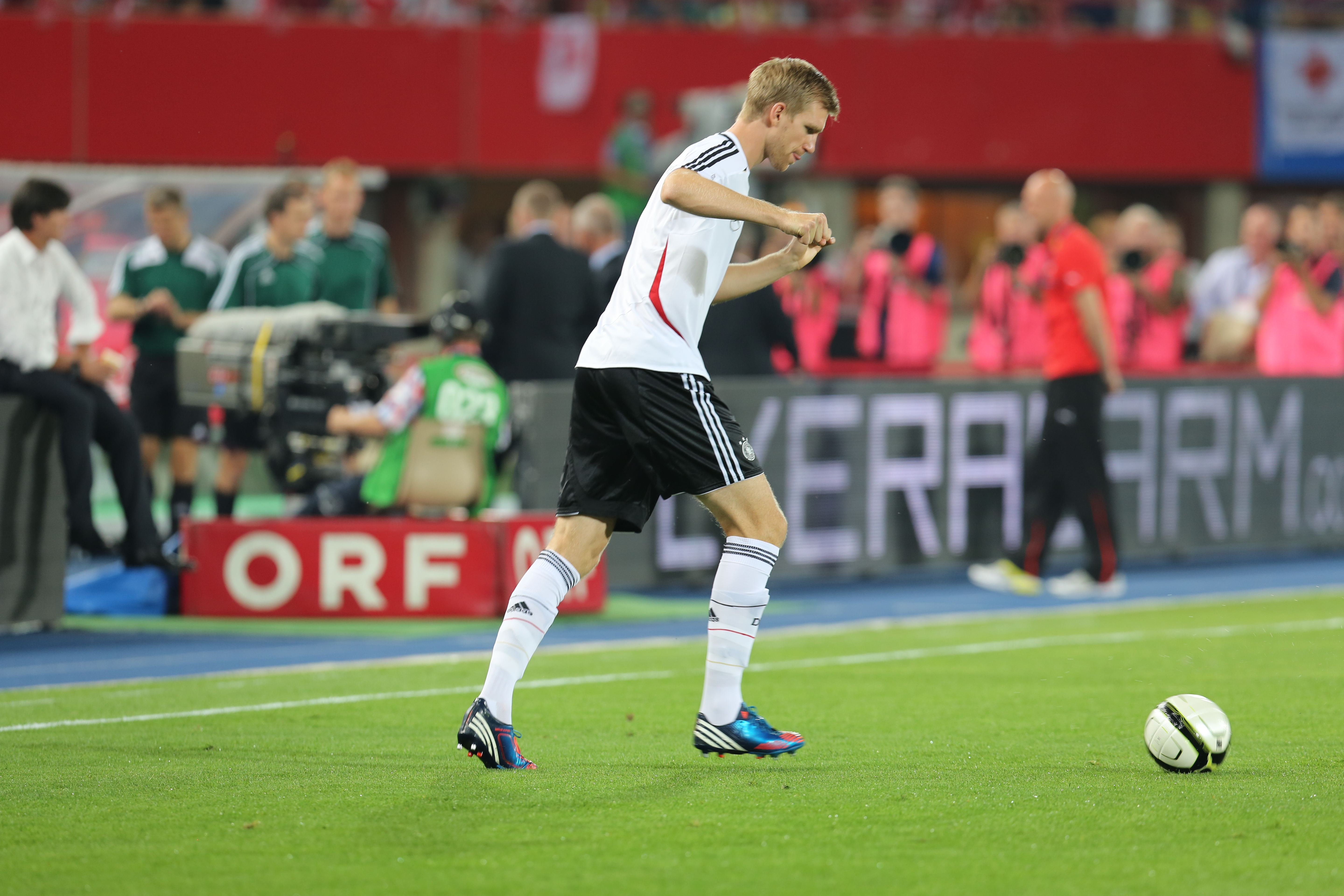
En acción frente a, por la etapa clasificatoria al Mundial de Brasil 2014.

Ha sido internacional con la selección de fútbol de Alemania, jugando en 104 ocasiones y con 4 goles a su favor.
Jürgen Klinsmann haría debutar a Mertesacker el 9 de octubre de 2004, contra Irán tras sustituir en el segundo tiempo a Christian Wörns. Con sus tranquilas pero efectivas actuaciones, terminó convirtiéndose en titular indiscutible en la zona defensiva, compartiendo la parte central con Robert Huth, Christoph Metzelder y más adelante, Heiko Westermann y Arne Friedrich. En la Copa FIFA Confederaciones 2005 realizada en su país, estuvo los 90 minutos en los 5 partidos de su selección e incluso anotó un gol en la fase de grupos. Alemania quedó en tercer lugar.
Fue convocado a la Copa Mundial de Fútbol de 2006 realizada también en su país y fue confirmado como titular junto a Metzelder como defensas centrales. Después de que Alemania venciera a Argentina en la definición por penales, Mertesacker fue atacado por Leandro Cufré quien le propinó una patada. Alemania perdió en semifinales ante Italia y Per tuvo que ser operado por una lesión que le incomodaba desde antes, por ende no estuvo en la definición por el tercer lugar ante Portugal. De todas manera dejó una gran impresión, lo que causó su traspaso del Hannover 96 al Werder Bremen.
También fue titular junto a Metzelder en la Eurocopa 2008 en la que llegaron a la final que perdieron contra España. Los problemas de lesiones que sufrió en la temporada 2009/10 provocaron que se pierda varios encuentros de la Clasificación de UEFA para la Copa Mundial de Fútbol de 2010 pero logró retener su puesto como titular. Fue llamado a la escuadra alemana que viajó a Sudáfrica para disputar el Mundial de 2010. Junto a Arne Friedrich como su compañero en la defensa central, jugó los 7 partidos de Alemania, que llegó al tercer puesto.
Una lesión que le hizo perder gran parte de la segunda rueda de la temporada 2011/12 puso en peligro su presencia en la Eurocopa 2012. Sin embargo, el 7 de mayo de 2012 fue incluido en la lista provisional de 27 jugadores. Se recuperó a tiempo de su lesión y volvió a jugar en un amistoso realizado el 26 de mayo, frente al seleccionado de Suiza, partido que perdieron 5-3. Días más tarde fue confirmado en la nómina final de 23 convocados para el torneo europeo.
El 16 de octubre de 2012, anotó su segundo tanto con la camiseta nacional en el histórico 4-4 frente a Suecia y el 10 de septiembre de 2013, convirtió su tercer gol ante el combinado de Islas Feroe. El 19 de noviembre anotó su cuarto tanto, en un amistoso ante Inglaterra en Londres.
El 8 de mayo de 2014, Mertesacker fue incluido en la lista preliminar de 30 jugadores por el entrenador Joachim Löw con miras a la fase final de la Copa del Mundo de 2014 y fue ratificado entre los 23 jugadores que viajaron a Brasil el 2 de junio. Mertesacker fue titular durante la fase de grupos y en los octavos de final, siendo parte del equipo que se adjudicó del título mundial tras vencer a Argentina en la final.
En agosto de 2014, anuncia su retiro de la selección alemana, llevando la increíble estadística de solo haber recibido una amarilla en los 104 encuentros que disputó con la selección.

### Participaciones en Copas del Mundo
| Mundial                        | Sede               | Resultado          | Partidos | Goles |
| ------------------------------ | ------------------ | ------------------ | -------- | ----- |
| Copa Mundial de Fútbol de 2006 | Alemania           | Tercer puesto      | 6        | 0     |
| Copa Mundial de Fútbol de 2010 | Sudáfrica          | Tercer puesto      | 7        | 0     |
| Copa Mundial de Fútbol de 2014 | Brasil             | Campeón            | 6        | 0     |
| Total en Mundiales             | Total en Mundiales | Total en Mundiales | 19       | 0     |

### Participaciones en Eurocopas
| Copa           | Sede              | Resultado      | Partidos | Goles |
| -------------- | ----------------- | -------------- | -------- | ----- |
| Eurocopa 2008  | Austria y Suiza   | Subcampeón     | 6        | 0     |
| Eurocopa 2012  | Polonia y Ucrania | Semifinal      | 0        | 0     |
| Total Eurocopa | Total Eurocopa    | Total Eurocopa | 6        | 0     |

### Participaciones en Copas Confederaciones
| Copa                          | Sede                          | Resultado                     | Partidos | Goles |
| ----------------------------- | ----------------------------- | ----------------------------- | -------- | ----- |
| Copa Confederaciones 2005     | Alemania                      | Tercer lugar                  | 5        | 1     |
| Total en Copa Confederaciones | Total en Copa Confederaciones | Total en Copa Confederaciones | 5        | 1     |

## Estadísticas

### Clubes
Actualizado el 23 de agosto de 2014.
| Hannover 96 · Alemania | 1.ª              | 2003/04          | 13  | 0  | 1  | 0 | —  | — | 14  | 0  |
| Hannover 96 · Alemania | 1.ª              | 2004/05          | 31  | 2  | 4  | 1 | —  | — | 35  | 3  |
| Hannover 96 · Alemania | 1.ª              | 2005/06          | 30  | 5  | 3  | 0 | —  | — | 33  | 5  |
| Hannover 96 · Alemania | Total club       | Total club       | 74  | 7  | 8  | 1 | 0  | 0 | 82  | 8  |
| Werder Bremen · Alemania | 1.ª              | 2006/07          | 25  | 2  | 0  | 0 | 10 | 2 | 35  | 4  |
| Werder Bremen · Alemania | 1.ª              | 2007/08          | 32  | 1  | 4  | 0 | 11 | 0 | 47  | 1  |
| Werder Bremen · Alemania | 1.ª              | 2008/09          | 23  | 2  | 3  | 1 | 13 | 1 | 39  | 4  |
| Werder Bremen · Alemania | 1.ª              | 2009/10          | 33  | 5  | 7  | 1 | 12 | 0 | 52  | 6  |
| Werder Bremen · Alemania | 1.ª              | 2010/11          | 30  | 2  | 2  | 0 | 7  | 0 | 39  | 2  |
| Werder Bremen · Alemania | 1.ª              | 2011/12          | 4   | 0  | 0  | 0 | —  | — | 4   | 0  |
| Werder Bremen · Alemania | Total club       | Total club       | 147 | 12 | 16 | 2 | 53 | 3 | 216 | 17 |
| Arsenal Inglaterra | 1.ª              | 2011/12          | 21  | 0  | 1  | 0 | 5  | 0 | 27  | 0  |
| Arsenal Inglaterra | 1.ª              | 2012/13          | 34  | 3  | 4  | 0 | 6  | 0 | 44  | 3  |
| Arsenal Inglaterra | 1.ª              | 2013/14          | 35  | 2  | 7  | 1 | 10 | 0 | 52  | 3  |
| Arsenal Inglaterra | 1.ª              | 2014/15          | 35  | 0  | 0  | 4 | 0  | 0 | 48  | 2  |
| Arsenal Inglaterra | 1.ª              | 2015/16          | 24  | 0  | 6  | 0 | 6  | 0 | 36  | 0  |
| Arsenal Inglaterra | 1.ª              | 2016/17          | 0   | 0  | 0  | 0 | 0  | 0 | 0   | 0  |
| Arsenal Inglaterra | Total club       | Total club       | 91  | 5  | 12 | 1 | 21 | 0 | 124 | 6  |
| Total en carrera | Total en carrera | Total en carrera | 312 | 24 | 36 | 4 | 74 | 3 | 422 | 31 |
| (1)Incluye datos de la Copa de Alemania (2003-11), Copa de la Liga de Alemania (2007), Supercopa de Alemania (2009), FA Cup (2011-15) y Copa de la Liga de Inglaterra (2012-15). (2)Incluye datos de la Liga de Campeones de la UEFA (2006-15), Copa de la UEFA (2006-10). (3) No incluye datos de partidos amistosos ni categorías inferiores. |                  |                  |     |    |    |   |    |   |     |    |

### Selección nacional
| \| PJ \| Fecha \| Ciudad \| Local \| Resultado \| Visitante \| Competición \| Goles \| Asist. \| \| ----- \| ---------- \| ----------------- \| ----------------- \| --------- \| --------------- \| --------------------------- \| ----- \| ------ \| \| 1. \| 09-10-2004 \| Teherán \| Irán \| 0–2 \| Alemania \| Amistoso \| 0 \| 0 \| \| 2. \| 17-11-2004 \| Leipzig \| Alemania \| 3–0 \| Camerún \| Amistoso \| 0 \| 0 \| \| 3. \| 16-12-2004 \| Yokohama \| Japón \| 0–3 \| Alemania \| Amistoso \| 0 \| 0 \| \| 4. \| 21-12-2004 \| Bangkok \| Tailandia \| 1–5 \| Alemania \| Amistoso \| 0 \| 0 \| \| 5. \| 09-02-2005 \| Düsseldorf \| Alemania \| 2–2 \| Argentina \| Amistoso \| 0 \| 0 \| \| 6. \| 04-06-2005 \| Belfast \| Irlanda del Norte \| 1–4 \| Alemania \| Amistoso \| 0 \| 0 \| \| 7. \| 08-06-2005 \| Mönchengladbach \| Alemania \| 2–2 \| Rusia \| Amistoso \| 0 \| 0 \| \| 8. \| 15-06-2005 \| Fráncfort \| Alemania \| 4–3 \| Australia \| Copa Confederaciones 2005 \| 1 \| 0 \| \| 9. \| 18-06-2005 \| Colonia \| Túnez \| 0–3 \| Alemania \| Copa Confederaciones 2005 \| 0 \| 0 \| \| 10. \| 21-06-2005 \| Núremberg \| Argentina \| 2–2 \| Alemania \| Copa Confederaciones 2005 \| 0 \| 0 \| \| 11. \| 25-06-2005 \| Núremberg \| Alemania \| 2–3 \| Brasil \| Copa Confederaciones 2005 \| 0 \| 0 \| \| 12. \| 29-06-2005 \| Leipzig \| Alemania \| 4–3 \| México \| Copa Confederaciones 2005 \| 0 \| 0 \| \| 13. \| 17-08-2005 \| Róterdam \| Países Bajos \| 2–2 \| Alemania \| Amistoso \| 0 \| 0 \| \| 14. \| 03-09-2005 \| Bratislava \| Eslovaquia \| 2–0 \| Alemania \| Amistoso \| 0 \| 0 \| \| 15. \| 07-09-2005 \| Bremen \| Alemania \| 4–2 \| Sudáfrica \| Amistoso \| 0 \| 0 \| \| 16. \| 08-10-2005 \| Estambul \| Turquía \| 2–1 \| Alemania \| Amistoso \| 0 \| 0 \| \| 17. \| 12-10-2005 \| Hamburgo \| Alemania \| 1–0 \| China \| Amistoso \| 0 \| 0 \| \| 18. \| 12-11-2005 \| París \| Francia \| 0–0 \| Alemania \| Amistoso \| 0 \| 0 \| \| 19. \| 01-03-2006 \| Florencia \| Italia \| 4–1 \| Alemania \| Amistoso \| 0 \| 0 \| \| 20. \| 22-03-2006 \| Dortmund \| Alemania \| 4–1 \| Estados Unidos \| Amistoso \| 0 \| 0 \| \| 21. \| 27-05-2006 \| Friburgo \| Alemania \| 7–0 \| Luxemburgo \| Amistoso \| 0 \| 0 \| \| 22. \| 30-05-2006 \| Leverkusen \| Alemania \| 2–2 \| Japón \| Amistoso \| 0 \| 0 \| \| 23. \| 02-06-2006 \| Mönchengladbach \| Alemania \| 3–0 \| Colombia \| Amistoso \| 0 \| 0 \| \| 24. \| 09-06-2006 \| Múnich \| Alemania \| 4–2 \| Costa Rica \| Mundial 2006 \| 0 \| 0 \| \| 25. \| 14-06-2006 \| Dortmund \| Alemania \| 1–0 \| Polonia \| Mundial 2006 \| 0 \| 0 \| \| 26. \| 20-06-2006 \| Berlín \| Ecuador \| 0–3 \| Alemania \| Mundial 2006 \| 0 \| 0 \| \| 27. \| 24-06-2006 \| Múnich \| Alemania \| 2–0 \| Suecia \| Mundial 2006 \| 0 \| 0 \| \| 28. \| 30-06-2006 \| Berlín \| Alemania \| 1–1 \| Argentina \| Mundial 2006 \| 0 \| 0 \| \| 29. \| 04-07-2006 \| Dortmund \| Alemania \| 0–2 \| Italia \| Mundial 2006 \| 0 \| 0 \| \| 30. \| 07-02-2007 \| Düsseldorf \| Alemania \| 3–1 \| Suiza \| Amistoso \| 0 \| 0 \| \| 31. \| 24-03-2007 \| Praga \| República Checa \| 1–2 \| Alemania \| Clasificación Eurocopa 2008 \| 0 \| 0 \| \| 32. \| 02-06-2007 \| Núremberg \| Alemania \| 6–0 \| San Marino \| Clasificación Eurocopa 2008 \| 0 \| 0 \| \| 33. \| 06-06-2007 \| Hamburgo \| Alemania \| 2–1 \| Eslovaquia \| Clasificación Eurocopa 2008 \| 0 \| 0 \| \| 34. \| 22-08-2007 \| Londres \| Inglaterra \| 1–2 \| Alemania \| Amistoso \| 0 \| 0 \| \| 35. \| 08-09-2007 \| Cardiff \| Gales \| 0–2 \| Alemania \| Clasificación Eurocopa 2008 \| 0 \| 0 \| \| 36. \| 13-10-2007 \| Dublín \| Irlanda \| 0–0 \| Alemania \| Clasificación Eurocopa 2008 \| 0 \| 0 \| \| 37. \| 17-10-2007 \| Múnich \| Alemania \| 0–3 \| República Checa \| Clasificación Eurocopa 2008 \| 0 \| 0 \| \| 38. \| 17-11-2007 \| Hannover \| Alemania \| 4–0 \| Chipre \| Clasificación Eurocopa 2008 \| 0 \| 0 \| \| 39. \| 21-11-2007 \| Fráncfort \| Alemania \| 0–0 \| Gales \| Clasificación Eurocopa 2008 \| 0 \| 0 \| \| 40. \| 06-02-2008 \| Viena \| Austria \| 0–3 \| Alemania \| Amistoso \| 0 \| 0 \| \| 41. \| 26-03-2008 \| Basilea \| Suiza \| 0–4 \| Alemania \| Amistoso \| 0 \| 0 \| \| 42. \| 27-05-2008 \| Kaiserslautern \| Alemania \| 2–2 \| Bielorrusia \| Amistoso \| 0 \| 0 \| \| 43. \| 31-05-2008 \| Gelsenkirchen \| Alemania \| 2–1 \| Serbia \| Amistoso \| 0 \| 0 \| \| 44. \| 08-06-2008 \| Klagenfurt \| Alemania \| 2–0 \| Polonia \| Eurocopa 2008 \| 0 \| 0 \| \| 45. \| 12-06-2008 \| Klagenfurt \| Croacia \| 2–1 \| Alemania \| Eurocopa 2008 \| 0 \| 0 \| \| 46. \| 16-06-2008 \| Viena \| Austria \| 0–1 \| Alemania \| Eurocopa 2008 \| 0 \| 0 \| \| 47. \| 19-06-2008 \| Basilea \| Portugal \| 2–3 \| Alemania \| Eurocopa 2008 \| 0 \| 0 \| \| 48. \| 25-06-2008 \| Basilea \| Alemania \| 3–2 \| Turquía \| Eurocopa 2008 \| 0 \| 0 \| \| 49. \| 29-06-2008 \| Viena \| Alemania \| 0–1 \| España \| Eurocopa 2008 \| 0 \| 0 \| \| 50. \| 11-10-2008 \| Dortmund \| Alemania \| 2–1 \| Rusia \| Clasificación Mundial 2010 \| 0 \| 0 \| \| 51. \| 15-10-2008 \| Mönchengladbach \| Alemania \| 1–0 \| Gales \| Clasificación Mundial 2010 \| 0 \| 0 \| \| 52. \| 19-11-2008 \| Berlín \| Alemania \| 1–2 \| Inglaterra \| Amistoso \| 0 \| 0 \| \| 53. \| 11-02-2009 \| Düsseldorf \| Alemania \| 0–1 \| Noruega \| Amistoso \| 0 \| 0 \| \| 54. \| 28-03-2009 \| Leipzig \| Alemania \| 4–0 \| Liechtenstein \| Clasificación Mundial 2010 \| 0 \| 0 \| \| 55. \| 01-04-2009 \| Cardiff \| Gales \| 0–2 \| Alemania \| Clasificación Mundial 2010 \| 0 \| 0 \| \| 56. \| 12-08-2009 \| Bakú \| Azerbaiyán \| 0–2 \| Alemania \| Clasificación Mundial 2010 \| 0 \| 0 \| \| 57. \| 09-09-2009 \| Hannover \| Alemania \| 4–0 \| Azerbaiyán \| Clasificación Mundial 2010 \| 0 \| 0 \| \| 58. \| 10-10-2009 \| Moscú \| Rusia \| 0–1 \| Alemania \| Clasificación Mundial 2010 \| 0 \| 0 \| \| 59. \| 18-11-2009 \| Gelsenkirchen \| Alemania \| 2–2 \| Costa de Marfil \| Amistoso \| 0 \| 0 \| \| 60. \| 03-03-2010 \| Múnich \| Alemania \| 0–1 \| Argentina \| Amistoso \| 0 \| 0 \| \| 61. \| 29-05-2010 \| Budapest \| Hungría \| 0–3 \| Alemania \| Amistoso \| 0 \| 1 \| \| 62. \| 03-06-2010 \| Fráncfort \| Alemania \| 3–1 \| Bosnia \| Amistoso \| 0 \| 0 \| \| 63. \| 13-06-2010 \| Durban \| Alemania \| 4–0 \| Australia \| Mundial 2010 \| 0 \| 0 \| \| 64. \| 18-06-2010 \| Puerto Elizabeth \| Alemania \| 0–1 \| Serbia \| Mundial 2010 \| 0 \| 0 \| \| 65. \| 23-06-2010 \| Johannesburgo \| Ghana \| 0–1 \| Alemania \| Mundial 2010 \| 0 \| 0 \| \| 66. \| 27-06-2010 \| Bloemfontein \| Alemania \| 4–1 \| Inglaterra \| Mundial 2010 \| 0 \| 0 \| \| 67. \| 03-07-2010 \| Ciudad del Cabo \| Argentina \| 0–4 \| Alemania \| Mundial 2010 \| 0 \| 0 \| \| 68. \| 07-07-2010 \| Durban \| Alemania \| 0–1 \| España \| Mundial 2010 \| 0 \| 0 \| \| 69. \| 10-07-2010 \| Puerto Elizabeth \| Uruguay \| 2–3 \| Alemania \| Mundial 2010 \| 0 \| 0 \| \| 70. \| 03-09-2010 \| Bruselas \| Bélgica \| 0–1 \| Alemania \| Clasificación Eurocopa 2012 \| 0 \| 0 \| \| 71. \| 07-09-2010 \| Colonia \| Alemania \| 6–1 \| Azerbaiyán \| Clasificación Eurocopa 2012 \| 0 \| 0 \| \| 72. \| 08-10-2010 \| Berlín \| Alemania \| 3–0 \| Turquía \| Clasificación Eurocopa 2012 \| 0 \| 0 \| \| 73. \| 12-10-2010 \| Astaná \| Kazajistán \| 0–3 \| Alemania \| Clasificación Eurocopa 2012 \| 0 \| 0 \| \| 74. \| 09-02-2011 \| Dortmund \| Alemania \| 1–1 \| Italia \| Amistoso \| 0 \| 0 \| \| 75. \| 26-03-2011 \| Kaiserslautern \| Alemania \| 4–0 \| Kazajistán \| Clasificación Eurocopa 2012 \| 0 \| 0 \| \| 76. \| 06-09-2011 \| Gdansk \| Polonia \| 2–2 \| Alemania \| Amistoso \| 0 \| 0 \| \| 77. \| 07-10-2011 \| Estambul \| Turquía \| 1–3 \| Alemania \| Clasificación Eurocopa 2012 \| 0 \| 0 \| \| 78. \| 11-10-2011 \| Düsseldorf \| Alemania \| 3–1 \| Bélgica \| Clasificación Eurocopa 2012 \| 0 \| 0 \| \| 79. \| 15-11-2011 \| Hamburgo \| Alemania \| 3–0 \| Países Bajos \| Amistoso \| 0 \| 0 \| \| 80. \| 26-05-2012 \| Basilea \| Suiza \| 5–3 \| Alemania \| Amistoso \| 0 \| 0 \| \| 81. \| 31-05-2012 \| Leipzig \| Alemania \| 2–0 \| Israel \| Amistoso \| 0 \| 0 \| \| 82. \| 07-09-2012 \| Berlín \| Alemania \| 3–0 \| Islas Feroe \| Clasificación Mundial 2014 \| 0 \| 0 \| \| 83. \| 12-10-2012 \| Dublín \| Irlanda \| 1–6 \| Alemania \| Clasificación Mundial 2014 \| 0 \| 0 \| \| 84. \| 16-10-2012 \| Berlín \| Alemania \| 4–4 \| Suecia \| Clasificación Mundial 2014 \| 1 \| 0 \| \| 85. \| 14-11-2012 \| Ámsterdam \| Países Bajos \| 0–0 \| Alemania \| Amistoso \| 0 \| 0 \| \| 86. \| 06-02-2013 \| Saint-Denis \| Francia \| 1–2 \| Alemania \| Amistoso \| 0 \| 0 \| \| 87. \| 22-03-2013 \| Astaná \| Kazajistán \| 0–3 \| Alemania \| Clasificación Mundial 2014 \| 0 \| 0 \| \| 88. \| 26-03-2013 \| Núremberg \| Alemania \| 4–1 \| Kazajistán \| Clasificación Mundial 2014 \| 0 \| 0 \| \| 89. \| 29-05-2013 \| Boca Ratón \| Ecuador \| 2–4 \| Alemania \| Amistoso \| 0 \| 0 \| \| 90. \| 02-06-2013 \| Washington D. C. \| Estados Unidos \| 4–3 \| Alemania \| Amistoso \| 0 \| 0 \| \| 91. \| 14-08-2013 \| Kaiserslautern \| Alemania \| 3–3 \| Paraguay \| Amistoso \| 0 \| 0 \| \| 92. \| 06-09-2013 \| Múnich \| Alemania \| 3–0 \| Austria \| Clasificación Mundial 2014 \| 0 \| 0 \| \| 93. \| 10-09-2013 \| Tórshavn \| Islas Feroe \| 0–3 \| Alemania \| Clasificación Mundial 2014 \| 1 \| 0 \| \| 94. \| 11-10-2013 \| Colonia \| Alemania \| 3–0 \| Irlanda \| Clasificación Mundial 2014 \| 0 \| 0 \| \| 95. \| 19-11-2013 \| Londres \| Inglaterra \| 0–1 \| Alemania \| Amistoso \| 1 \| 0 \| \| 96. \| 05-03-2014 \| Stuttgart \| Alemania \| 1–0 \| Chile \| Amistoso \| 0 \| 0 \| \| 97. \| 01-06-2014 \| Mönchengladbach \| Alemania \| 2–2 \| Camerún \| Amistoso \| 0 \| 0 \| \| 98. \| 06-06-2014 \| Maguncia \| Alemania \| 6–1 \| Armenia \| Amistoso \| 0 \| 0 \| \| 99. \| 16-06-2014 \| Salvador de Bahía \| Alemania \| 4–0 \| Portugal \| Mundial 2014 \| 0 \| 0 \| \| 100. \| 21-06-2014 \| Fortaleza \| Alemania \| 2–2 \| Ghana \| Mundial 2014 \| 0 \| 0 \| \| 101. \| 26-06-2014 \| Recife \| Estados Unidos \| 0–1 \| Alemania \| Mundial 2014 \| 0 \| 0 \| \| 102. \| 30-06-2014 \| Porto Alegre \| Alemania \| 2–1 \| Argelia \| Mundial 2014 \| 0 \| 0 \| \| 103. \| 08-07-2014 \| Belo Horizonte \| Brasil \| 1–7 \| Alemania \| Mundial 2014 \| 0 \| 0 \| \| 104. \| 13-07-2014 \| Río de Janeiro \| Alemania \| 1–0 \| Argentina \| Mundial 2014 \| 0 \| 0 \| \| Total \| \| Presencias \| 104 \| \| \| Goles y asistencias \| 4 \| 1 \| |            |                   |                   |           |                 |                             |       |        |
| PJ | Fecha      | Ciudad            | Local             | Resultado | Visitante       | Competición                 | Goles | Asist. |
| 1. | 09-10-2004 | Teherán           | Irán              | 0–2       | Alemania        | Amistoso                    | 0     | 0      |
| 2. | 17-11-2004 | Leipzig           | Alemania          | 3–0       | Camerún         | Amistoso                    | 0     | 0      |
| 3. | 16-12-2004 | Yokohama          | Japón             | 0–3       | Alemania        | Amistoso                    | 0     | 0      |
| 4. | 21-12-2004 | Bangkok           | Tailandia         | 1–5       | Alemania        | Amistoso                    | 0     | 0      |
| 5. | 09-02-2005 | Düsseldorf        | Alemania          | 2–2       | Argentina       | Amistoso                    | 0     | 0      |
| 6. | 04-06-2005 | Belfast           | Irlanda del Norte | 1–4       | Alemania        | Amistoso                    | 0     | 0      |
| 7. | 08-06-2005 | Mönchengladbach   | Alemania          | 2–2       | Rusia           | Amistoso                    | 0     | 0      |
| 8. | 15-06-2005 | Fráncfort         | Alemania          | 4–3       | Australia       | Copa Confederaciones 2005   | 1     | 0      |
| 9. | 18-06-2005 | Colonia           | Túnez             | 0–3       | Alemania        | Copa Confederaciones 2005   | 0     | 0      |
| 10. | 21-06-2005 | Núremberg         | Argentina         | 2–2       | Alemania        | Copa Confederaciones 2005   | 0     | 0      |
| 11. | 25-06-2005 | Núremberg         | Alemania          | 2–3       | Brasil          | Copa Confederaciones 2005   | 0     | 0      |
| 12. | 29-06-2005 | Leipzig           | Alemania          | 4–3       | México          | Copa Confederaciones 2005   | 0     | 0      |
| 13. | 17-08-2005 | Róterdam          | Países Bajos      | 2–2       | Alemania        | Amistoso                    | 0     | 0      |
| 14. | 03-09-2005 | Bratislava        | Eslovaquia        | 2–0       | Alemania        | Amistoso                    | 0     | 0      |
| 15. | 07-09-2005 | Bremen            | Alemania          | 4–2       | Sudáfrica       | Amistoso                    | 0     | 0      |
| 16. | 08-10-2005 | Estambul          | Turquía           | 2–1       | Alemania        | Amistoso                    | 0     | 0      |
| 17. | 12-10-2005 | Hamburgo          | Alemania          | 1–0       | China           | Amistoso                    | 0     | 0      |
| 18. | 12-11-2005 | París             | Francia           | 0–0       | Alemania        | Amistoso                    | 0     | 0      |
| 19. | 01-03-2006 | Florencia         | Italia            | 4–1       | Alemania        | Amistoso                    | 0     | 0      |
| 20. | 22-03-2006 | Dortmund          | Alemania          | 4–1       | Estados Unidos  | Amistoso                    | 0     | 0      |
| 21. | 27-05-2006 | Friburgo          | Alemania          | 7–0       | Luxemburgo      | Amistoso                    | 0     | 0      |
| 22. | 30-05-2006 | Leverkusen        | Alemania          | 2–2       | Japón           | Amistoso                    | 0     | 0      |
| 23. | 02-06-2006 | Mönchengladbach   | Alemania          | 3–0       | Colombia        | Amistoso                    | 0     | 0      |
| 24. | 09-06-2006 | Múnich            | Alemania          | 4–2       | Costa Rica      | Mundial 2006                | 0     | 0      |
| 25. | 14-06-2006 | Dortmund          | Alemania          | 1–0       | Polonia         | Mundial 2006                | 0     | 0      |
| 26. | 20-06-2006 | Berlín            | Ecuador           | 0–3       | Alemania        | Mundial 2006                | 0     | 0      |
| 27. | 24-06-2006 | Múnich            | Alemania          | 2–0       | Suecia          | Mundial 2006                | 0     | 0      |
| 28. | 30-06-2006 | Berlín            | Alemania          | 1–1       | Argentina       | Mundial 2006                | 0     | 0      |
| 29. | 04-07-2006 | Dortmund          | Alemania          | 0–2       | Italia          | Mundial 2006                | 0     | 0      |
| 30. | 07-02-2007 | Düsseldorf        | Alemania          | 3–1       | Suiza           | Amistoso                    | 0     | 0      |
| 31. | 24-03-2007 | Praga             | República Checa   | 1–2       | Alemania        | Clasificación Eurocopa 2008 | 0     | 0      |
| 32. | 02-06-2007 | Núremberg         | Alemania          | 6–0       | San Marino      | Clasificación Eurocopa 2008 | 0     | 0      |
| 33. | 06-06-2007 | Hamburgo          | Alemania          | 2–1       | Eslovaquia      | Clasificación Eurocopa 2008 | 0     | 0      |
| 34. | 22-08-2007 | Londres           | Inglaterra        | 1–2       | Alemania        | Amistoso                    | 0     | 0      |
| 35. | 08-09-2007 | Cardiff           | Gales             | 0–2       | Alemania        | Clasificación Eurocopa 2008 | 0     | 0      |
| 36. | 13-10-2007 | Dublín            | Irlanda           | 0–0       | Alemania        | Clasificación Eurocopa 2008 | 0     | 0      |
| 37. | 17-10-2007 | Múnich            | Alemania          | 0–3       | República Checa | Clasificación Eurocopa 2008 | 0     | 0      |
| 38. | 17-11-2007 | Hannover          | Alemania          | 4–0       | Chipre          | Clasificación Eurocopa 2008 | 0     | 0      |
| 39. | 21-11-2007 | Fráncfort         | Alemania          | 0–0       | Gales           | Clasificación Eurocopa 2008 | 0     | 0      |
| 40. | 06-02-2008 | Viena             | Austria           | 0–3       | Alemania        | Amistoso                    | 0     | 0      |
| 41. | 26-03-2008 | Basilea           | Suiza             | 0–4       | Alemania        | Amistoso                    | 0     | 0      |
| 42. | 27-05-2008 | Kaiserslautern    | Alemania          | 2–2       | Bielorrusia     | Amistoso                    | 0     | 0      |
| 43. | 31-05-2008 | Gelsenkirchen     | Alemania          | 2–1       | Serbia          | Amistoso                    | 0     | 0      |
| 44. | 08-06-2008 | Klagenfurt        | Alemania          | 2–0       | Polonia         | Eurocopa 2008               | 0     | 0      |
| 45. | 12-06-2008 | Klagenfurt        | Croacia           | 2–1       | Alemania        | Eurocopa 2008               | 0     | 0      |
| 46. | 16-06-2008 | Viena             | Austria           | 0–1       | Alemania        | Eurocopa 2008               | 0     | 0      |
| 47. | 19-06-2008 | Basilea           | Portugal          | 2–3       | Alemania        | Eurocopa 2008               | 0     | 0      |
| 48. | 25-06-2008 | Basilea           | Alemania          | 3–2       | Turquía         | Eurocopa 2008               | 0     | 0      |
| 49. | 29-06-2008 | Viena             | Alemania          | 0–1       | España          | Eurocopa 2008               | 0     | 0      |
| 50. | 11-10-2008 | Dortmund          | Alemania          | 2–1       | Rusia           | Clasificación Mundial 2010  | 0     | 0      |
| 51. | 15-10-2008 | Mönchengladbach   | Alemania          | 1–0       | Gales           | Clasificación Mundial 2010  | 0     | 0      |
| 52. | 19-11-2008 | Berlín            | Alemania          | 1–2       | Inglaterra      | Amistoso                    | 0     | 0      |
| 53. | 11-02-2009 | Düsseldorf        | Alemania          | 0–1       | Noruega         | Amistoso                    | 0     | 0      |
| 54. | 28-03-2009 | Leipzig           | Alemania          | 4–0       | Liechtenstein   | Clasificación Mundial 2010  | 0     | 0      |
| 55. | 01-04-2009 | Cardiff           | Gales             | 0–2       | Alemania        | Clasificación Mundial 2010  | 0     | 0      |
| 56. | 12-08-2009 | Bakú              | Azerbaiyán        | 0–2       | Alemania        | Clasificación Mundial 2010  | 0     | 0      |
| 57. | 09-09-2009 | Hannover          | Alemania          | 4–0       | Azerbaiyán      | Clasificación Mundial 2010  | 0     | 0      |
| 58. | 10-10-2009 | Moscú             | Rusia             | 0–1       | Alemania        | Clasificación Mundial 2010  | 0     | 0      |
| 59. | 18-11-2009 | Gelsenkirchen     | Alemania          | 2–2       | Costa de Marfil | Amistoso                    | 0     | 0      |
| 60. | 03-03-2010 | Múnich            | Alemania          | 0–1       | Argentina       | Amistoso                    | 0     | 0      |
| 61. | 29-05-2010 | Budapest          | Hungría           | 0–3       | Alemania        | Amistoso                    | 0     | 1      |
| 62. | 03-06-2010 | Fráncfort         | Alemania          | 3–1       | Bosnia          | Amistoso                    | 0     | 0      |
| 63. | 13-06-2010 | Durban            | Alemania          | 4–0       | Australia       | Mundial 2010                | 0     | 0      |
| 64. | 18-06-2010 | Puerto Elizabeth  | Alemania          | 0–1       | Serbia          | Mundial 2010                | 0     | 0      |
| 65. | 23-06-2010 | Johannesburgo     | Ghana             | 0–1       | Alemania        | Mundial 2010                | 0     | 0      |
| 66. | 27-06-2010 | Bloemfontein      | Alemania          | 4–1       | Inglaterra      | Mundial 2010                | 0     | 0      |
| 67. | 03-07-2010 | Ciudad del Cabo   | Argentina         | 0–4       | Alemania        | Mundial 2010                | 0     | 0      |
| 68. | 07-07-2010 | Durban            | Alemania          | 0–1       | España          | Mundial 2010                | 0     | 0      |
| 69. | 10-07-2010 | Puerto Elizabeth  | Uruguay           | 2–3       | Alemania        | Mundial 2010                | 0     | 0      |
| 70. | 03-09-2010 | Bruselas          | Bélgica           | 0–1       | Alemania        | Clasificación Eurocopa 2012 | 0     | 0      |
| 71. | 07-09-2010 | Colonia           | Alemania          | 6–1       | Azerbaiyán      | Clasificación Eurocopa 2012 | 0     | 0      |
| 72. | 08-10-2010 | Berlín            | Alemania          | 3–0       | Turquía         | Clasificación Eurocopa 2012 | 0     | 0      |
| 73. | 12-10-2010 | Astaná            | Kazajistán        | 0–3       | Alemania        | Clasificación Eurocopa 2012 | 0     | 0      |
| 74. | 09-02-2011 | Dortmund          | Alemania          | 1–1       | Italia          | Amistoso                    | 0     | 0      |
| 75. | 26-03-2011 | Kaiserslautern    | Alemania          | 4–0       | Kazajistán      | Clasificación Eurocopa 2012 | 0     | 0      |
| 76. | 06-09-2011 | Gdansk            | Polonia           | 2–2       | Alemania        | Amistoso                    | 0     | 0      |
| 77. | 07-10-2011 | Estambul          | Turquía           | 1–3       | Alemania        | Clasificación Eurocopa 2012 | 0     | 0      |
| 78. | 11-10-2011 | Düsseldorf        | Alemania          | 3–1       | Bélgica         | Clasificación Eurocopa 2012 | 0     | 0      |
| 79. | 15-11-2011 | Hamburgo          | Alemania          | 3–0       | Países Bajos    | Amistoso                    | 0     | 0      |
| 80. | 26-05-2012 | Basilea           | Suiza             | 5–3       | Alemania        | Amistoso                    | 0     | 0      |
| 81. | 31-05-2012 | Leipzig           | Alemania          | 2–0       | Israel          | Amistoso                    | 0     | 0      |
| 82. | 07-09-2012 | Berlín            | Alemania          | 3–0       | Islas Feroe     | Clasificación Mundial 2014  | 0     | 0      |
| 83. | 12-10-2012 | Dublín            | Irlanda           | 1–6       | Alemania        | Clasificación Mundial 2014  | 0     | 0      |
| 84. | 16-10-2012 | Berlín            | Alemania          | 4–4       | Suecia          | Clasificación Mundial 2014  | 1     | 0      |
| 85. | 14-11-2012 | Ámsterdam         | Países Bajos      | 0–0       | Alemania        | Amistoso                    | 0     | 0      |
| 86. | 06-02-2013 | Saint-Denis       | Francia           | 1–2       | Alemania        | Amistoso                    | 0     | 0      |
| 87. | 22-03-2013 | Astaná            | Kazajistán        | 0–3       | Alemania        | Clasificación Mundial 2014  | 0     | 0      |
| 88. | 26-03-2013 | Núremberg         | Alemania          | 4–1       | Kazajistán      | Clasificación Mundial 2014  | 0     | 0      |
| 89. | 29-05-2013 | Boca Ratón        | Ecuador           | 2–4       | Alemania        | Amistoso                    | 0     | 0      |
| 90. | 02-06-2013 | Washington D. C.  | Estados Unidos    | 4–3       | Alemania        | Amistoso                    | 0     | 0      |
| 91. | 14-08-2013 | Kaiserslautern    | Alemania          | 3–3       | Paraguay        | Amistoso                    | 0     | 0      |
| 92. | 06-09-2013 | Múnich            | Alemania          | 3–0       | Austria         | Clasificación Mundial 2014  | 0     | 0      |
| 93. | 10-09-2013 | Tórshavn          | Islas Feroe       | 0–3       | Alemania        | Clasificación Mundial 2014  | 1     | 0      |
| 94. | 11-10-2013 | Colonia           | Alemania          | 3–0       | Irlanda         | Clasificación Mundial 2014  | 0     | 0      |
| 95. | 19-11-2013 | Londres           | Inglaterra        | 0–1       | Alemania        | Amistoso                    | 1     | 0      |
| 96. | 05-03-2014 | Stuttgart         | Alemania          | 1–0       | Chile           | Amistoso                    | 0     | 0      |
| 97. | 01-06-2014 | Mönchengladbach   | Alemania          | 2–2       | Camerún         | Amistoso                    | 0     | 0      |
| 98. | 06-06-2014 | Maguncia          | Alemania          | 6–1       | Armenia         | Amistoso                    | 0     | 0      |
| 99. | 16-06-2014 | Salvador de Bahía | Alemania          | 4–0       | Portugal        | Mundial 2014                | 0     | 0      |
| 100. | 21-06-2014 | Fortaleza         | Alemania          | 2–2       | Ghana           | Mundial 2014                | 0     | 0      |
| 101. | 26-06-2014 | Recife            | Estados Unidos    | 0–1       | Alemania        | Mundial 2014                | 0     | 0      |
| 102. | 30-06-2014 | Porto Alegre      | Alemania          | 2–1       | Argelia         | Mundial 2014                | 0     | 0      |
| 103. | 08-07-2014 | Belo Horizonte    | Brasil            | 1–7       | Alemania        | Mundial 2014                | 0     | 0      |
| 104. | 13-07-2014 | Río de Janeiro    | Alemania          | 1–0       | Argentina       | Mundial 2014                | 0     | 0      |
| Total |            | Presencias        | 104               |           |                 | Goles y asistencias         | 4     | 1      |

### Resumen estadístico
|                       | Encuentros | Goles | Promedio |
| --------------------- | ---------- | ----- | -------- |
| Primera división      | 312        | 24    | 0,08     |
| Copas nacionales      | 36         | 4     | 0,10     |
| Copas internacionales | 74         | 3     | 0,05     |
| Selección de Alemania | 104        | 4     | 0,04     |
| TOTAL                 | 526        | 35    | 0,07     |

## Palmarés

### Campeonatos nacionales
| Título           | Club          | País       | Año  |
| ---------------- | ------------- | ---------- | ---- |
| Copa de Alemania | Werder Bremen | Alemania   | 2009 |
| FA Cup           | Arsenal F.C.  | Inglaterra | 2014 |
| Community Shield | Arsenal F.C.  | Inglaterra | 2014 |
| FA Cup           | Arsenal F.C.  | Inglaterra | 2015 |
| Community Shield | Arsenal F.C.  | Inglaterra | 2015 |
| FA Cup           | Arsenal F.C.  | Inglaterra | 2017 |
| Community Shield | Arsenal F.C.  | Inglaterra | 2017 |

### Campeonatos internacionales
| Título                 | Club                  | Sede   | Año  |
| ---------------------- | --------------------- | ------ | ---- |
| Copa Mundial de Fútbol | Selección de Alemania | Brasil | 2014 |